# Гарцинія
Гарцинія (лат. Garcinia) — рід рослин родини звіробійні, зростає у країнах Азії, Австралії, тропічній і південній частині Африки і Полінезії. Число видів вельми спірне, з різних джерел відомо про кількість між 50 і близько 300. Як правило, плоди рослин цього роду називають мангостанами (ця назва може також відноситися конкретно до плодів Garcinia mangostana), garcinias, або «мавпячий фрукт».
Гарцинії належать до виду вічнозелених дерев та чагарників, як правило-дводомні. Багато видів знаходяться під загрозою зникнення через руйнування середовища проживання, і принаймні Garcinia cadelliana з Південний Андаман майже або навіть зовсім вже вимерла.
Плоди є джерелом харчування для деяких видів тварин, таких як ерцгерцог (Lexias) тропічної східної Азії, які отримують задоволення від соку перестиглих мангостанів.

## Використання

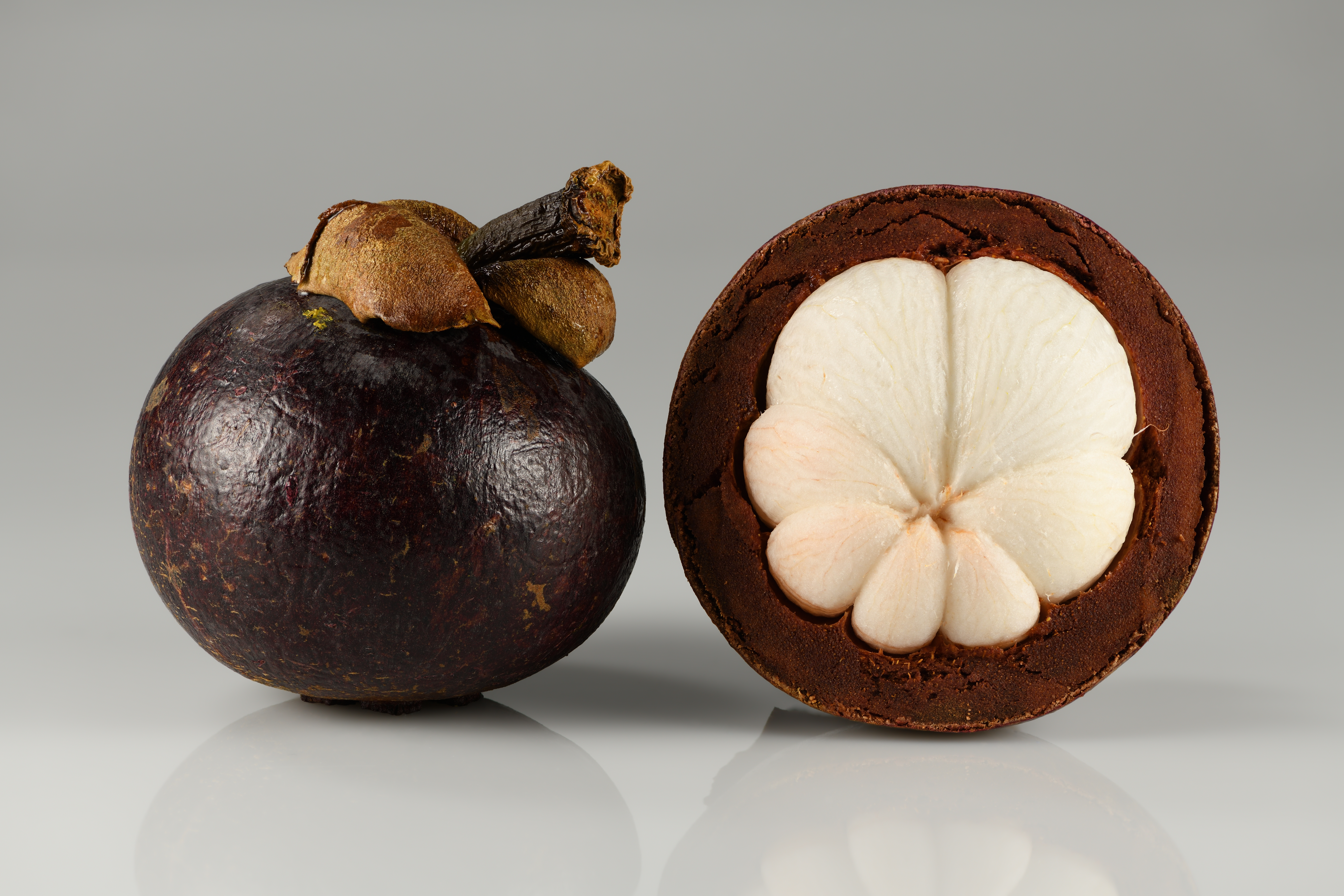
Garcinia mangostana

Багато видів гарцинії є фруктами з їстівними лушпинням. Але більшість з них їдять на місцевому рівні; плоди деяких видів користуються заслуженою повагою в одному регіоні, але є невідомими всього в декількох сотнях кілометрів від нього. Найвідоміший вид (Garcinia mangostana), який в наш час[коли?] культивується по всій Південно-Східної Азії та у інших тропічних країнах, з кінця 20 століття. Менш відомі, але котрі мають міжнародне значення, є Кандіс (Garcinia forbesii) з маленькими круглими червоними, слабокислими на смак плодами, (Garcinia проміжний) з жовтими плодами, які виглядають як зморшкуватий лимон, і тонкою шкіркою апельсин Мангостан (Garcinia prainiana).
Крім того, екстракт шкірки мангостану використовується як спеція. Він займає чільне місце в Kodava культури, і Garcinia multiflora використовується для надавання смаку й кольору знаменитим Bun rieu та В'єтнамському супу, де ця рослина відома як hạt điều màu. Гамбудж (Garcinia gummi-gutta) дає пряність, що широко використовується в Південній Азії, зокрема, в Керала, де він називається kodumpulli.
Більшість видів гарцинії славляться смолами, буро-жовтого кольору (завдяки ксантонам), такі як mangostin, і використовуються як проносне, але найчастіше — принаймні в минулі часи — як пігмент. Кольоровий термін «гуммігут» посилання Gambooge, чиї застарілі Наукова назва Garcinia cambogia.
Витяги з оплодня деяких видів — як правило, Gambooge або Purple Мангостан — часто містяться в препаратах для тамування апетиту, такі як Hydroxycut, Leptoprin або XanGo. Але їх ефективність за нормальних рівнів споживання не доведена, а принаймні один випадок важкого ацидозу, викликане довгостроковим споживанням таких продуктів, були задокументовані Wong і Клеммер (2008). Крім того, вони можуть містити значну кількість гідроксіцитринової кислоти, яка є дещо токсичною, і можуть навіть зруйнувати яєчка після тривалого використання.
Фруктові екстракти Горький Кольського (Garcinia kola) були стверджував, що ефективною при зупинці вірус Ебола реплікації в лабораторних випробуваннях; її насіння використаної в народної медицини. Garcinia mannii популярний як жуйка (англ. chewstick) в західній Африка, для відсвіження дихання і чищення зубів.
Garcinia subelliptica, називається фукуджі в японській мові , є квітковим символом в Мобуту та Тарама на Окінава. Малайзійське місто Beruas — часто пишеться «Bruas» — отримало свою назву від Приморський Мангостан (Garcinia hombroniana), відомих місцях, як Покок бруас.